# ドルアーガの塔 (ゲームブック)
- スーパーアドベンチャーゲーム > ドルアーガの塔 (ゲームブック)
- アドベンチャーゲームノベル > ドルアーガの塔 (ゲームブック)

ドルアーガの塔（ドルアーガのとう）は、同名のコンピュータゲーム『ドルアーガの塔』を原作とするゲームブック。

## 概要
鈴木直人著、虎井安夫イラスト。以下の3巻で構成される。
1. 『悪魔に魅せられし者』1986年7月31日、ISBN 978-4-488-90302-2
2. 『魔宮の勇者たち』1986年10月31日、ISBN 978-4-488-90303-9
3. 『魔界の滅亡』1986年12月21日、ISBN 978-4-488-90304-6

『ゼビウス』に続く、東京創元社によるナムコ作品のゲームブック化第2弾。生身の主人公が単身ゼビウス星に乗り込むというゲームブック独自の展開を見せた前作に対し、本作ではオリジナルのコンピュータゲームに近い形の表現を試み、オリジナル同様全60階のダンジョンすべてを探索する、各巻20階ずつの3部作という構成になった。当時としては珍しい、迷路の中を自由に行き来できる双方向型で、ほとんどのフロアで正確な地図が書けるように工夫されている。
原作の設定を下敷きにしつつも、塔の中で暮らす人々やモンスター、数々の工夫された仕掛け、魅力あるNPC等で独特の世界観を築き上げた。日本のゲームブック史上最高傑作とも言われるその影響力は多大なものがあり、同じ出版社の開催とはいえ、創元ゲームブック・コンテスト第1回の応募作には本作のルールをそのまま借用したものが多数あったという。
2006年以降、創土社より3部作の復刊が開始された。ゲームバランスなどが一部変更されている。
1. 『悪魔に魅せられし者』2006年12月29日、ISBN 978-4-7893-0151-0
2. 『魔宮の勇者たち』2008年4月4日、ISBN 978-4-7893-0152-7
3. 『魔界の滅亡』2013年11月23日、ISBN 978-4-7988-0153-7

2016年3月1日、幻想迷宮書店により電子書籍（Amazon Kindle）版が配信開始。創土社版をもとに、さらに若干の修正が施されている。
1. 『悪魔に魅せられし者』ASIN B01BPTUYKU
2. 『魔宮の勇者たち』ASIN B01BTN6L5Y
3. 『魔界の滅亡』ASIN B01BW8WP6K

## あらすじ
悪魔ドルアーガが、王国に平和をもたらしていた秘宝・ブルークリスタルロッドを奪い、60階に及ぶ塔のどこかに隠してしまった。女神イシターの巫女カイは単身塔に乗り込むが、逆に囚われの身となってしまう。王国の戦士ギルガメスは、恋人であるカイとブルークリスタルロッドを奪還するために塔へと挑む。

## 各巻の内容

### 悪魔に魅せられし者
500項目、1階から20階まで。
鈴木直人のデビュー作。各フロアは双方向の迷路で、フロア間の移動は一方通行になっている（2階→1階と戻ることはできない）ところが多い。
20階でドルアーガと一回目の対決をする。

### 魔宮の勇者たち
500項目、21階から40階まで。
塔内に市場や酒場があったり、空飛ぶ船で塔外へ出られたりと変化に富んだ巻。塔の中に暮らす人々（人間、亜人間、モンスター）が多く登場する。共に行動する仲間としてメスロンとタウルスが登場することが最大の特徴。40階にはドルアーガの腹心である双頭のリザードマン、ゴルルグが待ち受ける。

### 魔界の滅亡
741項目（創土社版は790項目）、41階から60階まで。
フロア内のみならずフロア間もほぼ完全に自由な行き来が可能で、外階段を利用したフロア間移動はもはや三次元迷路と言って良いほど。実際、フラグアイテムを駆使したシステムは、プレーヤーに複数のフロアを行き来する必要を迫る。また、フロア内の仕掛けも充実しており、例えば倉庫番風のフロアが存在したりと飽きさせない作りになっている。
エンディングは2種類存在する。

## システム

### 各フロアの構成
各フロアは東西8ブロック×南北8ブロックの正方形（1ブロックは5メートル×5メートル）。塔の外壁は石造り、内壁はレンガや大理石でできていて、壁の種類が自分の位置の目安となる。
多くのフロアは内壁で区切られたいくつかの部屋や通路、壁に取り付けられた扉などで構成される。内壁はほとんどの場合ブロックとブロックの境に存在するが、稀にブロックに関係なく配置される。

### フロア間の移動
各フロアは階段で結ばれており、エレベータもいくつか存在する。階段の上端が跳ね蓋になっている場合は一方通行であり、一度上ると下のフロアには降りられない。また階段を上り下りした後は必ず前のフロアの同じ座標に出る。
外壁に取り付けられた白木のドアからは外階段が利用でき、殆どの場合は41階←→45階のように離れたフロアを相互に行き来できる。

### 戦闘
プレイヤーのパラメータに攻撃力と防御力が別の項目として存在し、攻撃ターンと防御ターンとで別々の判定を行う分、戦闘に関するパラメータが「技量」として統一されている『ファイティング・ファンタジー』シリーズよりやや複雑になっている。
1. 自分の戦力ポイントと、使用する武器の武器ポイントの合計にサイコロ2個の出目を足す。これが自分の攻撃力となる。
2. 敵の技量ポイントにサイコロ2個の出目を足す。これが敵の防御力となる。
3. 自分の攻撃力が敵の防御力を上回ったとき攻撃は成功し、敵の体力ポイントを2減らす（武器によっては4ないし6）。
4. 続いて、敵の技量ポイントにサイコロ2個の出目を足す。これが敵の攻撃力となる。
5. 自分の戦力ポイントと、身につけた防具の防具ポイントの合計にサイコロ2個の出目を足す。これが自分の防御力となる。
6. 敵の攻撃力が自分の防御力を上回ったときは攻撃を受け、自分の体力ポイントを2減らす。

上記手順を、どちらかの体力ポイントが0になるまで繰り返す。

### 呪文
選択肢が用意されている場合は、稲妻や眠りなどの魔法の呪文を使うことができる。呪文は5文字のアルファベットで表される。使用すると効果に見合った体力を消費し、呪文によっては即死するほどの体力を消費する。一部の魔法は後の作品にも引き継がれた。
FANTZ
術者の想像を幻影化する呪文。状況と演技力次第で大きな効果を得る事も可能。
MADAL
とあるアイテムを通して、障害物の向こう側に居る生命体の数や大きさを識別する。後期は出番がない。
MAGNO
魔法の力を封じる呪文。対象は呪文が使用不能になる以外にも、魔力がエネルギー源になっている相手は著しく能力が低下する場合がある。
MAURU
チャーム・パーソンの魔法を無効化する。既に魅了されてしまっている相手に使用しても正気に戻す事が出来る。
MIRRA
電撃の魔法。通常使用される攻撃魔法の中では最も強力かつ確実だが、消費する体力も多い。
MUELO
メスロンの使い魔である大鴉・レイベンを召喚する。召喚されたレイベンは、強制的にギルを決められた場所へと運ぶ。主に緊急回避呪文だが、稀に魔物とレイベンが戦ってくれる場合がある。過去にレイベンを攻撃するなどして機嫌を損ねてしまっていると発動しない。再び使用可能にする為には、あるアイテムを「水に流す」しかない。
MUALA
恐るべき大魔法。使用には多大な代償を必要とする。後に「霧荒星の魔法」としてメスロンへも伝えられた。創土社版では効果発揮の条件が変更されている。
MUARU
魔法からの防御呪文。中期以降は使われなくなった。
NARRO
火球の魔法。威力はMIRRAと同程度だが、命中率で劣る。その代わりに必要な体力が少なくて済む。
NASLU
術者の指示に従うスケルトンを召喚する。触媒に「黒龍の牙」が必要。
NAZLE
眠りの魔法。かなり強力な呪文で、睡眠を取るとは思えない魔法生物も強制的に眠らせる場合がある。
NUARA
魔法で封じられた扉を開く。中期以降は出番がなくなった。

## 主な登場人物

### 原作と共通のキャラクター
ギルガメス
物語の主人公でありプレイヤーの分身。文中では「あなた」で呼び表される。愛称はギル。
金色の甲冑を身にまとい、人々から王国の英雄として慕われている（東京創元社版では「王子」であると言う記述は皆無）。長身で怪力を誇り、剣以外にも槍やひし弓などあらゆる武具を使いこなす上に、塔内で学んだ多彩な呪文をも使う。ドルアーガを倒すべく、イシターが遣わした最強の刺客。
本作では、笑えないジョークを飛ばしたり気に入らない相手を挑発したり、従来の生真面目なイメージを吹き飛ばす人間臭さが話題となった。
カイ
女神イシターの巫女で、ギルガメスの恋人。ドルアーガに囚われたカイを救い出すのがゲームの目的の一つ。
イシター
豊穣の女神。ゲーム中ではグリーンクリスタルロッドを通して一度だけ登場する。
ドルアーガ
9本の腕と4本の足を持つ悪魔。様々な魔法に長けており、中でも魅了の術と変身が得意。普段は人間の姿をしており、金髪の美青年の姿を好むほか、美女や老人など様々な姿でギルの前に姿を現す。

### ゲームブック版のオリジナルキャラクター
メスロン
顔にペイントを施し髪の毛を逆立てた、ヴィジュアル系バンドを思わせるような風貌（当時の作者あとがきではヘヴィメタルと表現された）の魔道士（メイガス）。ギルに様々な助力をするほか、二巻ではギルと同行する仲間となる。外見は少年のようで、エルフのように耳がとがっているが種族は不明。同作者の『パンタクル』の記述によれば、森の国シャンバラーの国王セフィロトの第二王子であったが、生まれながらに黒魔術に通じていたため放逐されたとある。
ゲームブックオリジナルのキャラクターだが、この後、『パンタクル』をはじめとする鈴木直人作品のほとんどに登場する重要なキャラクターとなる。
タウルス
ドワーフの盗賊で、盗賊王を自称する。塔内に囚われていたところをギルに助けられ、以降行動を共にする。鍵開けの名人で口も達者、ドワーフらしく酒好き。メスロンとは口喧嘩が絶えないが憎んでいるわけではなく、負傷したメスロンを看病する場面もある。
クルス
弁髪を結った東洋人の剣士で、ギル以上の大男。メスロンを助ける目的で塔に乗り込んだ。ギルに助言し、時に助け合う。
ゴルルグ
ドルアーガに仕える僧衣をまとった双頭のリザードマンで、それぞれの首が同時に呪文を唱える強敵。
後に「ティーンズ・パンタクル」にて意外な形で再登場する。
この“呪文を使う双頭のリザードマン”の設定は「ファイティング・ファンタジー」からの引用であり、他にも同作品や「ダンジョンズ&ドラゴンズ」から持ち込まれたモンスターが多数登場する。
パオトとアンフ
著者の鈴木直人とイラストの虎井安夫がモデル。塔内でもゲームブックを書いている。他にも主に3巻で実在の人物を元にしたオリジナルキャラクターがカメオ出演するシーンがある。

## 無限アップ論争
双方向型ゲームブックである本作では同じ項目を訪れる機会が頻繁にあるので、同じイベントを繰り返し発生させないような工夫がなされている。たとえば1 - 2巻ではそれぞれの敵に出現条件が決められており、取得した経験値が規定を越えるとその敵との戦闘は行われなくなる。
しかし第1巻15階に登場するクオックスは不死身という設定であり、倒しても何度でも復活する。そのため戦闘で勝ち続ける限り、いくらでも経験値を得て成長することがルール上は可能である。これを「著者のミス」として糾弾する者と「できるからといって無限アップしようとするほうがおかしい」と反駁する者とが、当時の読者の交流の場であった「アドベンチャラーズ・イン」で舌戦を繰り広げた。
その4年後、『ウォーロック』誌のライター竹谷新は「大喧嘩。論争なんていえるレベルのもんじゃなかったと思う」と当時を振り返って述べている。
『ゲームグラフィックス』誌で為された同様の批判に対し、著者の鈴木は「経験値の制限は簡単だが、敢えて数か所ではずしてあること」「読者を信頼して本の世界での自由を与えていること」を語っている。そして、不正をさせないシステムにのみこだわることは、読者への愚弄であると結論づけている。